# Capitanía del Cabo Norte
La capitanía de la Costa del Cabo Norte, o simplemente capitanía del Cabo Norte, fue una de las capitanías del Brasil durante el periodo colonial.

## Historia
Con la celebración del tratado de Tordesillas en 1493, el territorio del actual estado de Amapá estaba comprendido en las tierras pertenecientes a la corona española. Sin embargo, debido a las dificultades logísticas, tanto españoles cuánto portugueses poco consiguieron ocupar la región además de la boca del río Amazonas, a pesar de navegadores de ambas naciones ya habían explorado aquellas tierras, para fines de reconocimiento.
Con la Unión Ibérica entre 1580 y 1640, el tratado de Tordesillas prácticamente perdió su finalidad debido a la condición de subordinación de Portugal a los intereses españoles, en ese periodo. Aun así, documentos portugueses ya registraban la región como "cabo del Norte", en 1621.
Sin embargo, en 14 de junio de 1637, el rey Felipe IV de España tomó providencias en el sentido de crear la capitanía del Cabo Norte, en un momento en que la costa del actual estado de Amapá comenzó a ser frecuentada y ocupada por franceses venidos de la región de Cayena, en la Guiana, los cuales crearon la "Compañía del Cabo Norte" en 1637, con el fin de explorar y ocupar la región, donde los productos más comercializados con Europa eran las drogas del sertão, maderas, óleos esenciales, peces salados, carne de manatí y pieles. Decidió el monarca, entonces, donar aquellas tierras a Bento Maciel Pariente, experimentado colonizador y militar, el cual también fue nombrado gobernador del estado del Maranhão y Gran Pará, cuya sede quedaba en São Luís.
En 30 de mayo de 1639, Bento Maciel Pariente fue  puesto de donatario de la capitanía de la Costa del Cabo del Norte, y tan pronto pudo levantó una pequeña fortificación: el "Fortim del Destierro", localizado a seis leguas de la boca del río Paru, el cual quedó conocido como Fuerte del Paru de Almeirim. A pesar de los anhelos de la corona y de la capacidad administrativa de Bento Maciel Pariente, en el cual estaban depositadas las esperanzas de que garantizaría la integridad y desarrollo territorial de aquellas tierras, la capitanía del Cabo Norte no prosperó. El donatario poco hizo para realizar el plan de colonización y ocupación de estas tierras, debido a estar ocupado con los problemas administrativos del Estado del cual era gobernador, el cual ya poseía gran extensión territorial.
Para dificultar la situación de aquella capitanía, en 1641, el gobernador fue hecho prisionero de los neerlandeses, que se apoderaron de São Luís. En 1645, Bento Maciel Pariente fallece y su hijo y sucesor, Bento Maciel Pariente Júnior, también reconocido sertanista, así como su padre, tampoco se ocupa de la capitanía del Cabo Norte y, luego después de su muerte, es sucedido por Vital Maciel Pariente, que también poco realizó. Después de esa serie de administraciones, la capitanía del Cabo Norte fue desecha, retornando su control para el dominio de la Corona portuguesa, que la anexiona a la capitanía del Gran Pará.
La región de la capitanía continuó en disputa entre franceses, los cuales llamaban la región de "cabo d’Orange", y portugueses y, después de la independencia de Brasil, con los brasileños, a pesar de que el tratado de Utrecht de 1713 garantizaba las fronteras de este país en el río Oyapoque. Solamente en 1900, después de la defensa diplomática del barón de Río Branco ante la Comisión de Arbitraje en Ginebra, Suiza, Brasil se aseguró la posesión de la región.
Con la Segunda Guerra Mundial, en 1943 la región fue desmembrada del estado de Pará, y pasó a constituir el territorio federal de Amapá, transformado en estado en 1988.